# Ювенология
Ювеноло́гия (лат. juvenalis — юный) — междисциплинарная область знаний, связанная с изучением молодёжи как социально-возрастной группы и объединяющая социологический, психологический, политологический, культурологический, сексологический и другие подходы.
В СССР ювенология развивалась в рамках программ АН СССР, в 1976 году была создана комиссия «Комплексное изучение человека», её составе группа «Социодинамические аспекты коллектива, личности и ювенология».
Развитием и популяризацией ювенологии занимался Общественный институт ювенологии под руководством доктора медицинских наук Е. Б. Красовского.